# Seixas (Caminha)
Seixas es una freguesia portuguesa del concelho de Caminha, con 4,40 km² de superficie y 1.578 habitantes (2001). Su densidad de población es de 358,6 hab/km².